# واتلینگتن
واتلینگتن (به انگلیسی: Whatlington) یک روستا و محله مدنی در بریتانیا است که در Rother واقع شده‌است. واتلینگتن ۶٫۰ کیلومتر مربع مساحت و ۳۷۴ نفر جمعیت دارد.